# Sejm warszawski 1570
Sejm 1570 – sejm zwyczajny Rzeczypospolitej Obojga Narodów, zwołany 8 lutego 1570 roku na 16 kwietnia 1570 roku w Warszawie.
Sejmiki przedsejmowe w województwach odbyły się 9–15 marca 1570 roku. Sejmiki generalne kolski i pruski w Toruniu odbyły się 3 kwietnia 1570 roku.
Marszałkiem sejmu obrano Stanisława Szafrańca, kasztelana bieckiego. Obrady sejmu trwały od 29 kwietnia 1570 do 11 lipca 1570 roku.